# Neurotoxicité

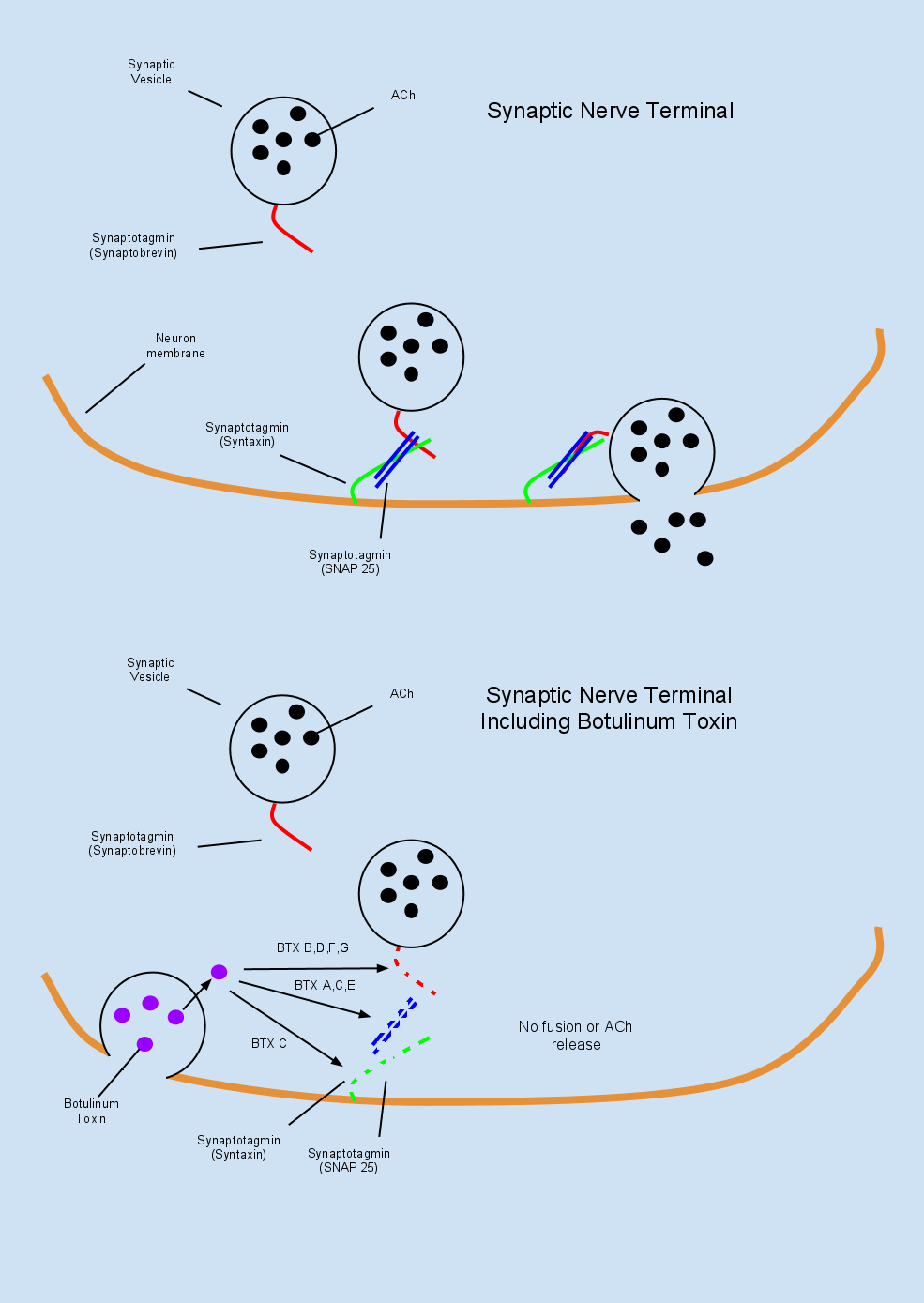
Action d'une neurotoxine (Botulinum) sur l'élément pré-synaptique.

La neurotoxicité est le caractère toxique d'un poison (ou substance neurotoxique) sur le système nerveux. Il peut s'agir d'éléments chimiques comme les métaux lourds, de composés chimiques ou de substances biologiques comme les neurotoxines.
Une substance neurotoxique agit habituellement en perturbant ou en paralysant l'influx nerveux, en agissant notamment sur les émetteurs ou les récepteurs synaptiques. Le résultat est, en quelques minutes, voire en quelques secondes, des troubles de la vue et des autres sens, une perte du contrôle moteur (paralysie générale), éventuellement suivie d'une paralysie des muscles de la respiration, conduisant à la mort. Le cœur, lui, n'est pas sujet à une paralysie en cas de neurotoxicité étant donné sa capacité à se contracter spontanément en absence d'innervation. Cependant, l'absence de régulation du rythme cardiaque par le système nerveux autonome peut entraîner une bradycardie ou une tachycardie. Certaines molécules n'agissent que sur les animaux à sang chauds, d'autres sur les animaux à sang froid, d'autres dans les deux cas.
De nombreux produits couramment utilisés ou produits par l'industrie sont des neurotoxiques certains : c'est par exemple le cas du plomb, du méthylmercure, de l'aluminium, de l'arsenic, des polychloro-biphényles (PCB) et de nombreux solvants organiques (toluène), ont une neurotoxicité connue qui affecte le développement. Ces produits sont actifs à très faibles doses sur le fœtus ou l'embryon avec des effets irréversibles. Des produits tels que le manganèse sous certaines formes, les fluorures et perchlorates sont suspectés de causer des troubles de la mémoire, du comportement ou des retards intellectuels.
Lorsqu'ils sont utilisés par les militaires (dans les armes chimiques de type sarin par exemple), ils sont souvent létaux, mais certains ne sont qu'incapacitants. 
La parade est le vêtement de protection, avec masque approprié, ou en cas d'exposition à un agent neurotoxique, l'injection d'une dose d'antidote dans les secondes qui suivent l'exposition. Les antidotes actuellement les plus utilisés sont constitués d'une combinaison d'atropine et d'avizafone. Un troisième agent antidote à combiner aux deux précédents est en cours d'étude au Canada, il s'agit d'une oxime appelée HI-6. Certains antidotes sont eux-mêmes toxiques. Les agents Novitchok sont des agents innervants qui bloquent la transmission des informations nerveuses vers les organes et récemment utilisés par la Russie (voir article spécifique).

## Sources, voies et types d'exposition
L'Homme ou l'animal y sont exposés à travers l'air, l'eau, les sols. Les neurotoxines parviennent au cerveau ou au système nerveux après avoir été inhalés, ingérés et/ou en passant directement à travers la peau pour certains. Le fœtus et l'embryon y sont généralement beaucoup plus sensibles.

## Plantes neurotoxiques
Certaines plantes sont neurotoxiques, telles l'hysope.

## Psychotropes
Certains psychotropes sont neurotoxiques. C'est notamment le cas de la cocaïne, de l'alcool, de la MDMA et de l'amphétamine.
L'alcool est un des psychotropes les plus neurotoxiques que l'on connaisse, provoquant à terme la mort cellulaire des neurones.